# Gle Ceunamprong
Gle Ceunamprong är en kulle i Indonesien.   Den ligger i provinsen Aceh, i den västra delen av landet, 1 800 km nordväst om huvudstaden Jakarta. Toppen på Gle Ceunamprong är 142 meter över havet.
Terrängen runt Gle Ceunamprong är kuperad österut, men västerut är den platt. Havet är nära Gle Ceunamprong åt sydväst. Runt Gle Ceunamprong är det glesbefolkat, med 11 invånare per kvadratkilometer. I omgivningarna runt Gle Ceunamprong växer i huvudsak städsegrön lövskog.